# Paracoridon
Paracoridon is een geslacht van kreeftachtigen uit de klasse van de Malacostraca (hogere kreeftachtigen).

## Soort
- Paracoridon johrae Moosa, 1991